# Rationalisierung (Soziologie)
Rationalisierung wird in der Soziologie als der umfassende Prozess begriffen, in dem alle gesellschaftlichen Phänomene der Vernunft unterworfen werden.
Zufällige und planlose Handlungsformen sowie solche, die sich an Traditionen, am Brauchtum und an religiösen Begründungen orientieren, werden durch systematische Planung und transparente Zweck-Mittel-Orientierung abgelöst. Ziel der gesellschaftlichen Rationalisierung ist eine Klärung der Ziele menschlichen Handelns und die Optimierung der Wege, sie zu erreichen. Ziele menschlichen Handelns werden durch den Prozess der Rationalisierung verstärkt begründungspflichtig: Alle Argumente, die für oder gegen eine Handlung sprechen, können immer wieder kritisch hinterfragt werden. Für die Beschreibung und Deutung der Welt sind nicht mehr Religion und Mythen zuständig, sondern die Wissenschaft. Die fortschreitende Rationalisierung wird als durchaus zweischneidig beurteilt.
Der deutsche Soziologe und Nationalökonom Max Weber (1864–1920) erkannte in der zunehmenden Rationalisierung seit der Renaissance die Herausbildung eines eigenen weltgeschichtlichen Kulturtypus', des okzidentalen Rationalismus. Als dessen Idealtyp sah er den modernen Kapitalismus an. Die Rationalisierung und die damit einhergehenden Prozesse wie Bürokratisierung, Verrechtlichung, Industrialisierung, Intellektualisierung, Spezialisierung, Säkularisierung, ja sogar „Entmenschlichung“ seien  das „Schicksal unserer Zeit“. Sie durchdringe alle Lebensbereiche: In der Wissenschaft setzten sich der rationale Beweis, das Experiment und der systematische Fachbetrieb der Forschung durch, in der Kunst wurden Gesetze der Ästhetik gefunden, der Staat handle als politische Anstalt, gebe sich eine rational gesatzte Verfassung und rational gesatztes Recht, die Verwaltung sei an Gesetze gebunden und erfolge durch Fachbeamte. Als Schattenseiten nannte Weber Verluste an Sinn und Freiheit, wofür er zwei vielzitierte Metaphern fand die „Entzauberung der Welt“ und das „eherne Gehäuse der Hörigkeit“, das sich aus dem allgemeinen Streben nach Präzision, Effizienz und Berechenbarkeit herauskristallisiert habe. Als Muster eines solchen ehernen Gehäuses gilt die Fabrik.
Der britische Soziologe Karl Mannheim (1893–1947) unterschied zwischen funktioneller und substanzieller Rationalität: Erstere betreffe die Zweck-Mittel-Systematik, letztere die Zwecke selbst. In modernen Gesellschaften sei nur Zweckverwirklichung rationalisiert, die Zwecke selber würden nicht rational beurteilt. Insofern sprach er von einer „halbierten Rationalität“.
Daran anknüpfend konstatierte der deutsche Philosoph Jürgen Habermas (* 1929) eine „Kolonialisierung der Lebenswelt“, die mit der fortschreitenden Rationalisierung einhergehe. In seiner Theorie des kommunikativen Handelns unterschied er 1981 die kommunikativ strukturierte „Lebenswelt“ des Individuums und seiner kleinen sozialen Netzwerke, und das „System“, also die bürokratischen Apparate von Staat und Wirtschaft. Für sie sei instrumentelles und strategisches Handeln (nach Mannheim: die „funktionelle Rationalität“) stets vorrangig. Sie dringe über die Versorgungsangebote, die das System den Individuen mache, über bürokratische Sachzwänge und über Prozesse der Verrechtlichung immer stärker in die Lebenswelt ein, die Individuen würden in die Rollen von Konsumenten und Klienten staatlicher und anderer Leistungen gedrängt.
Die niederländischen Soziologen Hans van der Loo (* 1954) und Willem van Reijen (1938–2012) bezeichnen Rationalisierung als einen der vier idealtypischen Prozesse, die Modernisierung ausmachen. Die anderen sind: Domestizierung der inneren und äußeren Natur, Differenzierung der gesellschaftlichen Struktur und Individualisierung der Person.